# Eurovision Song Contest 1987

Deltagande länder.
Länder som tävlat förut men inte deltog 1987.

Eurovision Song Contest 1987 sändes den 9 maj 1987 från RTBF Palais de Centenaire i Bryssel, Belgien, i och med att Sandra Kim året före hade vunnit för Belgien med låten ”J’aime la Vie”. Programledare för årets tävling var sångerskan Viktor Laszlo. Varje land presenterades med kortare filmsnuttar från Belgien samt med en serieruta där varje lands deltagare var inklippt. I Sveriges fall Lotta Engberg hälsades av Finn och Fiffi skapad av Willy Vandersteen.
Segraren detta år blev Johnny Logan som representerade Irland med balladen "Hold Me Now" vilken också var en av favoriterna inför festivalen. Detta var första gången som samma artist har vunnit tävlingen två gånger (första gången var 1980 med låten ”What's Another Year?”).
För sjätte gången i Eurovisionens historia, med det nuvarande poängsystemet, blev ett land helt utan poäng och de som drabbas av detta var Turkiet som under ledning av Garo Mafyan representerades av Seyyal Taner & Lokomotif med låten Şarkım Sevgi Üstüne (”Min sång om kärlek”). Låten innehöll mycket snabb koreografi – så snabb att Seyyal höll på att kollidera med ena gitarristen i mitten av sången. Låten hade på förhand fått en överkryssad geting av Expressen.
Det mest minnesvärda bidraget från 1987 års festival anses ofta Israels bidrag vara: ”Shir Ha’batlanim” (Latmaskarnas sång) framfört av komikerduon Datner & Kushnir. Iklädda kostymer som direkt gav associationer till Blues Brothers utförde duon en munter sång om en vacker dag i parken då fåglarna sjunger samtidigt som de utförde volter och andra påhitt på scenen och sjöng refrängen ”Huppa Hule Hule Hule Huppa Hule Hule Hule…”. Bidraget ansågs vara mycket kontroversiellt i hemlandet – Israels kulturminister hotade att avgå om låten framfördes, något han dock inte gjorde. Låten slutade på en åttonde plats och hade på förhand fått fyra getingar av Expressen. Bert Karlsson spelade sedermera in en version på svenska.

## Bidragen
| Nr | Land           | Artist                           | Sång                                   | Placering | Poäng |
| -- | -------------- | -------------------------------- | -------------------------------------- | --------- | ----- |
| 1  | Norge          | Kate Gulbrandsen                 | Mitt liv                               | 9         | 65    |
| 2  | Israel         | Lazy Bums                        | Shir ha-batlanim                       | 8         | 73    |
| 3  | Österrike      | Gary Lux                         | Nur noch Gefühl                        | 20        | 8     |
| 4  | Island         | Halla Margrét Árnadóttir         | Hægt og hljótt                         | 16        | 28    |
| 5  | Belgien        | Liliane Saint Pierre             | Soldiers of Love                       | 11        | 56    |
| 6  | Sverige        | Lotta Engberg                    | Boogaloo                               | 12        | 50    |
| 7  | Italien        | Umberto Tozzi och Raf            | Gente di mare                          | 3         | 103   |
| 8  | Portugal       | Nevada                           | Neste barco à vela                     | 18        | 15    |
| 9  | Spanien        | Patricia Kraus                   | No estás solo                          | 19        | 10    |
| 10 | Turkiet        | Seyyal Taner och Lokomotif       | Şarkım Sevgi Üstüne                    | 22        | 0     |
| 11 | Grekland       | Bang                             | Stop!                                  | 10        | 64    |
| 12 | Nederländerna  | Marcha                           | Rechtop in de wind                     | 5         | 83    |
| 13 | Luxemburg      | Plastic Bertrand                 | Amour amour                            | 21        | 4     |
| 14 | Storbritannien | Rikki                            | Only the Light                         | 13        | 47    |
| 15 | Frankrike      | Christine Minier                 | Les mots d'amour n'ont pas de dimanche | 14        | 44    |
| 16 | Västtyskland   | Wind                             | Laß die Sonne in dein Herz             | 2         | 141   |
| 17 | Cypern         | Alexia                           | Aspro-mavro                            | 7         | 80    |
| 18 | Finland        | Vicky Rosti och Boulevard        | Sata salamaa                           | 15        | 32    |
| 19 | Danmark        | Anne Cathrine Herdorf och Bandjo | En lille melodi                        | 5         | 83    |
| 20 | Irland         | Johnny Logan                     | Hold Me Now                            | 1         | 172   |
| 21 | Jugoslavien    | Novi Fosili                      | Ja sam za ples                         | 4         | 92    |
| 22 | Schweiz        | Carol Rich                       | Moitié-moitié                          | 17        | 26    |

## Omröstningen
Den irländska segern var inte helt självklar. Jugoslavien tog ledningen efter första omröstningen, och behöll denna fram till femte omröstningen, då Västtyskland tog över ledningen, dock bara för en omröstning. Under resten av tävlingen ledde Irland och var aldrig särskilt hotat. Omröstningen förflöt utan tekniska missöden. Det enda misstaget som gjordes var att Nederländerna gav poäng till Cypern två gånger, vilket röstkontrollanten Frank Naef dock hann upptäcka i tid. Det korrigerades utan problem.
| Startordning | Startordning   | Röster | Röster | Röster | Röster | Röster | Röster | Röster | Röster | Röster | Röster | Röster | Röster | Röster | Röster | Röster | Röster | Röster | Röster | Röster | Röster | Röster | Röster | Röster |
| Startordning | Startordning   | Totalt | NO     | IL     | AT     | IS     | BE     | SE     | IT     | PT     | ES     | TR     | GR     | NL     | LU     | UK     | FR     | DE     | CY     | FI     | DK     | IE     | YU     | CH     |
| ------------ | -------------- | ------ | ------ | ------ | ------ | ------ | ------ | ------ | ------ | ------ | ------ | ------ | ------ | ------ | ------ | ------ | ------ | ------ | ------ | ------ | ------ | ------ | ------ | ------ |
| Bidrag       | Norge          | 65     |        | -      | 4      | -      | 7      | 10     | 7      | -      | 3      | -      | -      | 4      | -      | -      | 4      | 7      | 3      | 5      | 3      | 2      | -      | 6      |
| Bidrag       | Israel         | 73     | 2      |        | 1      | 5      | 6      | 4      | -      | 10     | -      | -      | -      | 3      | -      | 4      | 10     | 8      | -      | 7      | -      | 5      | -      | 8      |
| Bidrag       | Österrike      | 8      | -      | -      |        | -      | -      | -      | 1      | -      | -      | -      | 7      | -      | -      | -      | -      | -      | -      | -      | -      | -      | -      | -      |
| Bidrag       | Island         | 28     | 4      | -      | -      |        | 4      | -      | -      | -      | 4      | -      | 6      | -      | -      | -      | -      | 10     | -      | -      | -      | -      | -      | -      |
| Bidrag       | Belgien        | 56     | 5      | 2      | 3      | -      |        | -      | 6      | -      | 7      | 4      | -      | -      | 5      | 8      | -      | 4      | 5      | 3      | -      | -      | 4      | -      |
| Bidrag       | Sverige        | 50     | -      | 12     | -      | 8      | 1      |        | 3      | 7      | -      | 2      | -      | -      | -      | -      | 3      | -      | 7      | -      | 7      | -      | -      | -      |
| Bidrag       | Italien        | 103    | -      | 3      | 6      | 3      | 5      | 1      |        | 12     | 12     | 8      | -      | -      | 4      | 1      | -      | 12     | 1      | 4      | -      | 12     | 12     | 7      |
| Bidrag       | Portugal       | 15     | -      | -      | -      | -      | -      | -      | -      |        | 8      | -      | 5      | -      | -      | -      | -      | 2      | -      | -      | -      | -      | -      | -      |
| Bidrag       | Spanien        | 10     | -      | -      | -      | -      | -      | -      | -      | -      |        | -      | 10     | -      | -      | -      | -      | -      | -      | -      | -      | -      | -      | -      |
| Bidrag       | Turkiet        | 0      | -      | -      | -      | -      | -      | -      | -      | -      | -      |        | -      | -      | -      | -      | -      | -      | -      | -      | -      | -      | -      | -      |
| Bidrag       | Grekland       | 64     | -      | -      | -      | 1      | 2      | 6      | 8      | -      | -      | -      |        | 5      | 7      | 5      | 7      | -      | 12     | -      | 6      | -      | 5      | -      |
| Bidrag       | Nederländerna  | 83     | -      | 5      | 2      | -      | -      | -      | 10     | -      | 5      | 7      | 3      |        | 8      | 3      | 12     | -      | -      | 2      | 2      | 6      | 8      | 10     |
| Bidrag       | Luxemburg      | 4      | -      | -      | -      | -      | -      | -      | -      | 2      | -      | -      | -      | -      |        | 2      | -      | -      | -      | -      | -      | -      | -      | -      |
| Bidrag       | Storbritannien | 47     | -      | 10     | 5      | -      | 3      | 5      | -      | 3      | -      | 3      | -      | -      | 1      |        | -      | -      | 2      | 1      | 4      | 3      | 2      | 5      |
| Bidrag       | Frankrike      | 44     | 1      | -      | -      | 4      | -      | -      | 5      | -      | -      | -      | 4      | 1      | 12     | -      |        | 5      | -      | -      | -      | 10     | -      | 2      |
| Bidrag       | Västtyskland   | 141    | 3      | 8      | 10     | 12     | 10     | 7      | 4      | 5      | 1      | 6      | -      | 10     | 6      | 10     | 6      |        | 6      | 10     | 12     | 7      | 7      | 1      |
| Bidrag       | Cypern         | 80     | 6      | -      | -      | 6      | -      | 2      | -      | -      | -      | -      | 12     | 2      | -      | 6      | 5      | 3      |        | 6      | 10     | 8      | 10     | 4      |
| Bidrag       | Finland        | 32     | 10     | -      | -      | -      | -      | 3      | -      | 4      | 2      | -      | 1      | 8      | 2      | -      | -      | 1      | -      |        | -      | -      | 1      | -      |
| Bidrag       | Danmark        | 83     | 7      | 6      | 7      | 7      | -      | 8      | 2      | 1      | -      | 1      | 8      | 6      | -      | 7      | 8      | -      | -      | 8      |        | 4      | -      | 3      |
| Bidrag       | Irland         | 172    | 8      | 4      | 12     | -      | 12     | 12     | 12     | 8      | 10     | 10     | -      | 12     | 10     | 12     | 1      | 6      | 8      | 12     | 5      |        | 6      | 12     |
| Bidrag       | Jugoslavien    | 92     | 12     | 7      | 8      | 10     | 8      | -      | -      | 6      | 6      | 12     | 2      | -      | -      | -      | 2      | -      | 10     | -      | 8      | 1      |        | -      |
| Bidrag       | Schweiz        | 26     | -      | 1      | -      | 2      | -      | -      | -      | -      | -      | 5      | -      | 7      | 3      | -      | -      | -      | 4      | -      | 1      | -      | 3      |        |

### 12-poängare
| Antal | Tävlande land | Länder som gav 12 poäng                                                               |
| ----- | ------------- | ------------------------------------------------------------------------------------- |
| 8     | Irland        | Belgien, Finland, Italien, Nederländerna, Schweiz, Storbritannien, Sverige, Österrike |
| 5     | Italien       | Portugal, Spanien, Västtyskland, Irland, Jugoslavien                                  |
| 2     | Jugoslavien   | Norge, Turkiet                                                                        |
| 2     | Västtyskland  | Danmark, Island                                                                       |
| 1     | Cypern        | Grekland                                                                              |
| 1     | Frankrike     | Luxemburg                                                                             |
| 1     | Grekland      | Cypern                                                                                |
| 1     | Nederländerna | Frankrike                                                                             |
| 1     | Sverige       | Israel                                                                                |

## Återkommande artister
| Artist       | Land         | Tidigare år                   |
| ------------ | ------------ | ----------------------------- |
| Alexia       | Cypern       | 1981 (medlem i Island)        |
| Johnny Logan | Irland       | 1980 (vinnare)                |
| Wind         | Västtyskland | 1985                          |
| Gary Lux     | Österrike    | 1983 (medlem i Westend), 1985 |

## Kommentatorer
- Norge - John Andreasen & Tor Paulsen
- Israel - Ingen kommentator
- Österrike - Ernst Grissemann
- Island - Kolbrún Halldórsdóttir
- Belgien - Luc Appermont (VRT), Claude Delacroix (RTBF)
- Sverige - Fredrik Belfrage (SVT, TV1), Jacob Dahlin (SR P3)
- Italien - Rosanna Vaudetti
- Portugal - Maria Margarida Gaspar
- Spanien - Beatriz Pécker
- Turkiet - Bülend Özveren
- Grekland - Dafni Bokota
- Nederländerna - Willem van Beusekom
- Luxemburg - Valérie Sarn
- Storbritannien - Terry Wogan (BBC One), Ray Moore (BBC Radio 2)
- Frankrike - Patrick Simpson-Jones
- Västtyskland - Lotti Ohnesorge & Christoph Deumling (Erstes Deutsches Fernsehen), Peter Urban (NDR Radio 2)
- Cypern - Fryni Papadopoulou
- Finland - Erkki Toivanen
- Danmark - Jørgen de Mylius
- Irland - Marty Whelan (RTÉ One), Mike Murphy (RTÉ Radio 1)
- Jugoslavien - Mladen Popović (RTB), Oliver Mlakar (RTZ), Miša Molk (RTL)
- Schweiz - Bernard Thurnheer (DRS), Serge Moisson (SSR), Giovanni Bertini (TSI)